# 6 Horas del Circuito de las Américas 2014
Las 6 Horas del Circuito de las Américas 2014 fue un evento de carreras deportivas de resistencia celebrado en el Circuito de las Américas, Austin, EE. UU., los días 18 a 20 de septiembre de 2014, y se desempeñó como la cuarta ronda de la Temporada 2014 del Campeonato Mundial de Resistencia. Marcel Fässler, André Lotterer y Benoît Tréluyer de Audi ganaron la carrera conduciendo el Audi R18 e-tron quattro No.2.

## Clasificación
Los ganadores de las poles en cada clase están marcados en negrita.
| Pos | Clase     | Equipo                           | Tiempo     | Grilla |
| --- | --------- | -------------------------------- | ---------- | ------ |
| 1   | LMP1-H    | No. 8 Toyota Racing              | 1:49.093   | 1      |
| 2   | LMP1-H    | No. 14 Porsche Team              | 1:50.283   | 2      |
| 3   | LMP1-H    | No. 20 Porsche Team              | 1:50.302   | 3      |
| 4   | LMP1-H    | No. 2 Audi Sport Team Joest      | 1:50.340   | 4      |
| 5   | LMP1-H    | No. 7 Toyota Racing              | 1:50.363   | 5      |
| 6   | LMP1-H    | No. 1 Audi Sport Team Joest      | 1:51.684   | 6      |
| 7   | LMP1-L    | No. 13 Rebellion Racing          | 1:54.665   | 7      |
| 8   | LMP2      | No. 26 G-Drive Racing            | 1:56.075   | 8      |
| 9   | LMP2      | No. 47 KCMG                      | 1:56.371   | 9      |
| 10  | LMP2      | No. 30 Extreme Speed Motorsports | 1:57.262   | 10     |
| 11  | LMP2      | No. 27 SMP Racing                | 1:58.791   | 11     |
| 12  | LMGTE Pro | No. 51 AF Corse                  | 2:06.456   | 12     |
| 13  | LMGTE Pro | No. 97 Aston Martin Racing       | 2:07.094   | 13     |
| 14  | LMGTE Pro | No. 92 Porsche Team Manthey      | 2:07.099   | 14     |
| 15  | LMGTE Pro | No. 91 Porsche Team Manthey      | 2:07.315   | 15     |
| 16  | LMGTE Pro | No. 99 Aston Martin Racing       | 2:07.850   | 16     |
| 17  | LMGTE Pro | No. 71 AF Corse                  | 2:08.258   | 17     |
| 18  | LMGTE Am  | No. 75 Prospeed Competition      | 2:08.271   | 18     |
| 19  | LMGTE Am  | No. 95 Aston Martin Racing       | 2:08.367   | 19     |
| 20  | LMGTE Pro | No. 65 Corvette Racing           | 2:08.674   | 20     |
| 21  | LMGTE Am  | No. 61 AF Corse                  | 2:08.758   | 21     |
| 22  | LMGTE Am  | No. 90 8 Star Motorsports        | 2:09.197   | 22     |
| 23  | LMGTE Am  | No. 81 AF Corse                  | 2:09.461   | 23     |
| 24  | LMGTE Am  | No. 88 Proton Competition        | 2:09.704   | 24     |
| 25  | LMGTE Am  | No. 98 Aston Martin Racing       | 2:12.271   | 25     |
| 26  | LMGTE Am  | No. 57 Krohn Racing              | 2:13.349   | 26     |
| –   | LMP1-L    | No. 12 Rebellion Racing          | Sin Tiempo | 27     |
| –   | LMP2      | No. 37 SMP Racing                | Sin Tiempo | 28     |
| –   | LMP1-L    | No. 9 Lotus                      | Sin Tiempo | 29     |

## Carrera
Resultados por clase
| Pos. general | Pos. clase | Clase     | N.° | Escudería                 | Pilotos                                                   | Automóvil               | Vueltas | Tiempo/Retirado | Campeonato | Campeonato |
| Pos. general | Pos. clase | Clase     | N.° | Escudería                 | Pilotos                                                   | Automóvil               | Vueltas | Tiempo/Retirado | Pos.       | Puntos     |
| LMP          | LMP        | LMP       | LMP | LMP                       | LMP                                                       | LMP                     | LMP     | LMP             | LMP        | LMP        |
| ------------ | ---------- | --------- | --- | ------------------------- | --------------------------------------------------------- | ----------------------- | ------- | --------------- | ---------- | ---------- |
| 1            | 1          | LMP1      | 2   | Audi Sport Team Joest     | Marcel Fässler André Lotterer Benoît Tréluyer             | Audi R18 e-tron quattro | 157     | 6:01:52.122     | 1          | 25         |
| 2            | 2          | LMP1      | 1   | Audi Sport Team Joest     | Lucas Di Grassi Loïc Duval Tom Kristensen                 | Audi R18 e-tron quattro | 157     | +53.016         | 2          | 18         |
| 3            | 3          | LMP1      | 8   | Toyota Racing             | Anthony Davidson Nicolas Lapierre Sébastien Buemi         | Toyota TS040 Hybrid     | 157     | +1:03.945       | 3          | 15         |
| 4            | 4          | LMP1      | 14  | Porsche Team              | Romain Dumas Neel Jani Marc Lieb                          | Porsche 919 Hybrid      | 156     | +1 vuelta       | 4          | 12         |
| 5            | 5          | LMP1      | 20  | Porsche Team              | Timo Bernhard Mark Webber Brendon Hartley                 | Porsche 919 Hybrid      | 155     | +2 vueltas      | 5          | 10         |
| 6            | 6          | LMP1      | 7   | Toyota Racing             | Alexander Wurz Stéphane Sarrazin Mike Conway              | Toyota TS040 Hybrid     | 155     | +2 vueltas      | 6          | 8          |
| 7            | 7          | LMP1      | 12  | Rebellion Racing          | Nicolas Prost Nick Heidfeld Mathias Beche                 | Rebellion R-One-Toyota  | 149     | +8 vueltas      | 7          | 6          |
| 8            | 1          | LMP2      | 47  | KCMG                      | Matthew Howson Richard Bradley Tsugio Matsuda             | Oreca 03R-Nissan        | 145     | +12 vueltas     | 8          | 4          |
| 9            | 2          | LMP2      | 27  | SMP Racing                | Sergey Zlobin Nicolas Minassian Maurizio Mediani          | Oreca 03R-Nissan        | 145     | +12 vueltas     | 9          | 2          |
| 14           | 4          | LMP2      | 26  | G-Drive Racing            | Roman Rusinov Olivier Pla Julien Canal                    | Ligier JS P2-Nissan     | 141     | +16 vueltas     | 10         | 1          |
| 15           | 8          | LMP1      | 9   | Lotus                     | Christophe Bouchut James Rossiter Lucas Auer              | CLM P1/01-AER           | 140     | +17 vueltas     | 11         | 0.5        |
| Ret          | Ret        | LMP1      | 13  | Rebellion Racing          | Dominik Kraihamer Andrea Belicchi Fabio Leimer            | Rebellion R-One-Toyota  | 88      | Retirado        | Ret        | Ret        |
| Ret          | Ret        | LMP2      | 37  | SMP Racing                | Kirill Ladygin Viktor Shaytar Anton Ladygin               | Oreca 03R-Nissan        | 75      | Retirado        | Ret        | Ret        |
| LMP2         |            |           |     |                           |                                                           |                         |         |                 |            |            |
| 8            | 1          | LMP2      | 47  | KCMG                      | Matthew Howson Richard Bradley Tsugio Matsuda             | Oreca 03R-Nissan        | 145     | 6:03:19.639     | 1          | 25         |
| 9            | 2          | LMP2      | 27  | SMP Racing                | Sergey Zlobin Nicolas Minassian Maurizio Mediani          | Oreca 03R-Nissan        | 145     | +44.363         | 2          | 18         |
| 10           | 3          | LMP2      | 30  | Extreme Speed Motorsports | Scott Sharp Ryan Dalziel Ed Brown                         | HPD ARX-03B-Honda       | 141     | +4 vueltas      | —          | —          |
| 14           | 4          | LMP2      | 26  | G-Drive Racing            | Roman Rusinov Olivier Pla Julien Canal                    | Ligier JS P2-Nissan     | 141     | +4 vueltas      | 3          | 15         |
| Ret          | Ret        | LMP2      | 37  | SMP Racing                | Kirill Ladygin Viktor Shaytar Anton Ladygin               | Oreca 03R-Nissan        | 75      | Retirado        | Ret        | Ret        |
| LMGTE        |            |           |     |                           |                                                           |                         |         |                 |            |            |
| Pos. general | Pos. clase | Clase     | N.° | Escudería                 | Pilotos                                                   | Automóvil               | Vueltas | Tiempo/Retirado | Campeonato | Campeonato |
| Pos. general | Pos. clase | Clase     | N.° | Escudería                 | Pilotos                                                   | Automóvil               | Vueltas | Tiempo/Retirado | Pos.       | Puntos     |
| 11           | 1          | LMGTE Pro | 97  | Aston Martin Racing       | Darren Turner Stefan Mücke                                | Aston Martin Vantage V8 | 141     | 6:03:00.639     | 1          | 25         |
| 12           | 2          | LMGTE Pro | 92  | Porsche Team Manthey      | Frédéric Makowiecki Patrick Pilet                         | Porsche 911 RSR         | 141     | +9.319          | 2          | 18         |
| 13           | 3          | LMGTE Pro | 51  | AF Corse                  | Gianmaria Bruni Toni Vilander                             | Ferrari 458 Italia      | 141     | +18.236         | 3          | 15         |
| 16           | 4          | LMGTE Pro | 91  | Porsche Team Manthey      | Jörg Bergmeister Nick Tandy                               | Porsche 911 RSR         | 139     | +2 vueltas      | 4          | 12         |
| 17           | 1          | LMGTE Am  | 98  | Aston Martin Racing       | Paul Dalla Lana Pedro Lamy Christoffer Nygaard            | Aston Martin Vantage V8 | 138     | +3 vueltas      | 5          | 10         |
| 18           | 2          | LMGTE Am  | 95  | Aston Martin Racing       | Kristian Poulsen David Heinemeier Hansson Richie Stanaway | Aston Martin Vantage V8 | 138     | +3 vueltas      | 6          | 8          |
| 19           | 5          | LMGTE Pro | 71  | AF Corse                  | Davide Rigon James Calado                                 | Ferrari 458 Italia      | 137     | +4 vueltas      | 7          | 6          |
| 20           | 3          | LMGTE Am  | 88  | Proton Competition        | Christian Ried Klaus Bachler Khaled Al Qubaisi            | Porsche 911 RSR         | 137     | +4 vueltas      | 8          | 4          |
| 21           | 4          | LMGTE Am  | 61  | AF Corse                  | Luis Pérez Companc Marco Cioci Mirko Venturi              | Ferrari 458 Italia      | 137     | +4 vueltas      | 9          | 2          |
| 22           | 6          | LMGTE Pro | 99  | Aston Martin Racing       | Alex MacDowall Darryl O'Young Fernando Rees               | Aston Martin Vantage V8 | 137     | +4 vueltas      | 10         | 1          |
| 23           | 5          | LMGTE Am  | 90  | 8 Star Motorsports        | Gianluca Roda Paolo Ruberti Jeff Segal                    | Ferrari 458 Italia      | 136     | +5 vueltas      | 11         | 0.5        |
| 24           | 7          | LMGTE Pro | 65  | Corvette Racing-GM        | Jordan Taylor Ricky Taylor Tommy Milner                   | Corvette C7.R           | 135     | +6 vueltas      | 12         | 0.5        |
| 26           | 7          | LMGTE Am  | 81  | AF Corse                  | Stephen Wyatt Michele Rugolo Andrea Bertolini             | Ferrari 458 Italia      | 133     | +8 vueltas      | 13         | 0.5        |
| 27           | 8          | LMGTE Am  | 75  | Prospeed Competition      | François Perrodo Emmanuel Collard Matthieu Vaxivière      | Porsche 911 RSR         | 111     | +30 vueltas     | 14         | 0.5        |
| LMGTE Am     |            |           |     |                           |                                                           |                         |         |                 |            |            |
| 17           | 1          | LMGTE Am  | 98  | Aston Martin Racing       | Paul Dalla Lana Pedro Lamy Christoffer Nygaard            | Aston Martin Vantage V8 | 138     | 6:03:47.721     | 1          | 25         |
| 18           | 2          | LMGTE Am  | 95  | Aston Martin Racing       | Kristian Poulsen David Heinemeier Hansson Richie Stanaway | Aston Martin Vantage V8 | 138     | +0.999          | 2          | 18         |
| 20           | 3          | LMGTE Am  | 88  | Proton Competition        | Christian Ried Klaus Bachler Khaled Al Qubaisi            | Porsche 911 RSR         | 137     | +1 vuelta       | 3          | 15         |
| 21           | 4          | LMGTE Am  | 61  | AF Corse                  | Luis Pérez Companc Marco Cioci Mirko Venturi              | Ferrari 458 Italia      | 137     | +1 vuelta       | 4          | 12         |
| 23           | 5          | LMGTE Am  | 90  | 8 Star Motorsports        | Gianluca Roda Paolo Ruberti Jeff Segal                    | Ferrari 458 Italia      | 136     | +2 vueltas      | 5          | 10         |
| 25           | 6          | LMGTE Am  | 57  | Krohn Racing              | Tracy Krohn Niclas Jönsson Ben Collins                    | Ferrari 458 Italia      | 135     | +3 vueltas      | —          | —          |
| 26           | 7          | LMGTE Am  | 81  | AF Corse                  | Stephen Wyatt Michele Rugolo Andrea Bertolini             | Ferrari 458 Italia      | 133     | +5 vueltas      | 6          | 8          |
| 27           | 8          | LMGTE Am  | 75  | Prospeed Competition      | François Perrodo Emmanuel Collard Matthieu Vaxivière      | Porsche 911 RSR         | 111     | +27 vueltas     | 7          | 6          |

Fuentes: FIA WEC.